# Die Häschenschule – Der große Eierklau
Die Häschenschule – Der große Eierklau ist ein deutscher Animationsfilm aus dem Jahr 2022. Er ist die Fortsetzung von Die Häschenschule – Jagd nach dem goldenen Ei (2017).

## Handlung
Der Film setzt die Geschichte des Hasenjungen Max und seiner neuen Freunde in der Häschenschule mitten im Wald fort. Max hat es inzwischen in die Meisterklasse der Osterhasen geschafft. Aber Leo, ein ehemaliger Schüler, will sich mit seiner Gang von Großstadthasen für seinen Rauswurf rächen und paktiert hierfür sogar mit den bösen Füchsen. Sie wollen die bunten Eier stehlen und das Osterfest verderben: Das Goldene Ei, das Meisterhasen magische Fähigkeiten verleiht, färbt sich schwarz. Da Max ihnen aber auf die Schliche kommt, entführen sie seine beste Freundin Emmi. Um sie zu retten, gewinnt Max die Gunst des schlauen Fuchses Ferdinand, der Leo durchschaut und sich gegen die anderen Füchse wendet.

## Hintergrund
Zwar beruhen die Figuren des Films auf dem Kinderbuchklassiker von Albert Sixtus und Fritz Koch-Gotha aus dem Jahr 1924, aber die Handlung ist den modernen Lebensumständen angepasst: „Von Albertus Sixtus antiquiertem Werk ist kaum etwas in den Film eingegangen und das ist gut so.“

## Kritik
Der Filmdienst urteilt: „Amüsanter Animationsfilm, der lose auf einem Bilderbuchklassiker aus dem Jahr 1924 beruht und mit einer spannenden Geschichte, kinderaffinen Themen, reichlich Humor und farbenfrohen Kulissen auch Vorschulkinder gut unterhält. Die liebevoll gestalteten Hauptfiguren bieten zudem hohes Identifikationspotenzial für das jüngste Publikum.“
Die Deutsche Film- und Medienbewertung bewertet den Film als „besonders wertvoll“; er sei „wesentlich mehr, als die lediglich modernisierte Fassung der Buchvorlage“: „Mit kleinen zielgruppengerichteten und -gerechten Geschichten, originellen Ideen, moderater Spannung und gut skizzierten Charakteren bietet der Film eine genauso interessante wie emotionale Ostergeschichte.“